# Marie-Antoinette Orcival
Marie-Antoinette Orcival est une résistante française, née le 28 février 1920 à Montpezat-de-Quercy dans le Tarn-et-Garonne, déportée à Ravensbrück, et morte des suites d'une tuberculose au Grand Hôpital de Langerhorn, faubourg de Hambourg, le 19 juin 1945.

## Biographie
Marie-Antoinette Orcival fait ses études au lycée Jules Michelet de Montauban. Après son baccalauréat, elle devient infirmière bénévole de la Croix-Rouge, durant la Seconde Guerre mondiale, à l'hôpital annexe de Montauban. Elle y reste jusqu'à sa dissolution, avant d'exercer en temps qu'infirmière bénévole dans une crèche du Tarn-et-Garonne. Elle s'occupe également d'enfants de famille de réfugiés. En 1944, alors assistante cantonale du Secours national, elle candidate au service automobile de la Croix-Rouge, mais doit renoncer pour s'occuper de son père, chef d'escadron à la retraite, alors handicapé.
Le 2 mai 1944, la 2e division SS Das Reich mène une série de représailles et d'arrestations dans la commune de Montpezat-de-Quercy, après l'explosion d'une voie de chemin de fer à proximité de la commune. Marie-Antoinette Orcival fait partie des montpezatais arrêtés. Les SS les transportent à Caussade, avant de les emmener auprès de la Gestapo, à Montauban. Là, Marie-Antoinette Orcival va subir plusieurs interrogatoires sous la torture, la Gestapo voulant obtenir des informations sur les responsables de l'explosion. Selon le témoignage de Pierre Guiral, président du comité départemental de la libération de Tarn-et-Garonne, Marie-Antoinette Orcival ne dévoile aucune information, malgré la violence des interrogatoires.
Marie-Antoinette Orcival est transférée à la Prison Saint-Michel de Toulouse. Elle y écrit une lettre à destination de sa famille le 19 mai 1944, avant d'être déplacée au Fort de Romainville le lendemain.
Elle est par la suite déportée en Allemagne, dans le camp de Ravensbrück, par le convoi parti de Paris le 8 juin 1944 (convoi I.225). La résistante fait le récit de sa déportation dans un courrier reçu par sa famille en juin 1945. Marie-Antoinette Orcival travaille à la plonge, avant d'être affectée quelques semaines plus tard aux mines de sel d'Eisfeeben -Beendorf. Elle y est exploitée dans des conditions effroyables, jusqu'à l'évacuation du camp en 1945, à l'arrivée de l'armée américaine. Le commandant SS du camp évacue les prisonniers par train, en direction de Hambourg. Le trajet est un calvaire pour les prisonniers, privés d'eau, de nourriture, et battus par les nazis. D'après sa lettre, 900 personnes n'ont pas survécu au trajet. Au mois de mai 1945, l'armée américaine libère les prisonniers. Marie-Antoinette Orcival est conduite à l'hôpital de Hambourg, où les médecins lui diagnostiquent une tuberculose.
Malgré son hospitalisation, Marie-Antoinette Orcival décède le 19 juin 1945 des suites de sa tuberculose, au Grand Hôpital de Langerhorn, faubourg de Hambourg, à l'âge de 25 ans. Elle est inhumée sur place le 22 juin 1945.
La famille Orcival dépose une demande d'exhumation et de rapatriement du corps de Marie-Antoinette à Montpezat-de-Quercy, le 24 octobre 1945. Ce n'est que le 27 avril 1947 que sa dépouille parviendra dans la commune française. Elle est enterrée dans le cimetière de Montpezat-de-Quercy le lendemain.

## Distinctions
- Médaille de la Résistance française, à titre posthume (décret du 31 mars 1947)[4]
- Croix du combattant, à titre posthume[4]
- Médaille de la déportation pour faits de Résistance, à titre posthume[4]

## Hommages
- Une rue de son village natal, Montpezat-de-Quercy, porte son nom[5]
- Une plaque commémorative est apposée sur sa maison à Montpezat-de-Quercy[5]
- Elle figure aux côtés de Adèle Kurzweil sur une plaque commémorative au lycée Jules Michelet de Montauban[2]